# Supplément à la vie de Barbara Loden
Supplément à la vie de Barbara Loden est un roman de Nathalie Léger publié le 5 janvier 2012 aux éditions P.O.L et ayant obtenu le prix du Livre Inter la même année.

## Historique du roman
Le 4 juin 2012, le roman reçoit le prix du Livre Inter à la majorité absolue d'un jury de 24 auditeurs-lecteurs présidé cette année-là par Amélie Nothomb,.

## Résumé
Ce roman, composé de cinq histoires enchevêtrées, s'attache à entremêler des éléments de la vie de l'actrice américaine Barbara Loden, de Wanda – inspiré de l'histoire d'Alma Malone – l'un des personnages de l'unique film homonyme qu'elle a écrit et réalisé et ceux autobiographiques de la romancière notamment par rapport aux relations qu'elle entretient avec sa mère.

## Réception critique
Télérama juge que ce roman sur la vie de femmes est écrit de manière « fluide et imprévisible » en présentant « un subtil jeu de miroir » tandis que Les Inrocks qualifient l'œuvre de « road-trip miniature » qui « façonne une figure féminine de la mélancolie ».
Lors de son bilan littéraire de l'année le magazine culturel Les Inrocks inclut ce livre dans les 25 meilleurs livres de l'année 2012.

## Éditions
- Supplément à la vie de Barbara Loden, éditions P.O.L, 2012  (ISBN 978-2818014806)[6].